# Pazeh
I Pazeh (o Pazih; 巴則海 o 巴宰) sono un popolo di aborigeni taiwanesi, discendenti dalle etnie indigene di lingua Tsou residenti nelle aree centrali di Taichung e Miaoli. Il popolo Pazeh comprende al suo interno anche l'etnia Kaxabu. Attualmente, a causa del processo di acculturazione ed assimilazione culturale, la maggior parte dei taiwanesi che si identificano come Pazeh/Kaxabu risiedono nel distretto di Ai-lan, nella città centrale di Puli, Contea di Nantou.

## Stato attuale
L'attuale comunità Pazih è localizzata attorno alla Chiesa Presbiteriana Taiwanese di Ai-lan (愛蘭), che dispensa aiuti materiali e supporto al mantenimento delle tradizioni culturali Pazeh, oltre che favorire la mobilitazione politica della tribù. I Pazih di Ai-lan, infatti, stanno da tempo richiedendo al governo della Repubblica di Cina il riconoscimento come gruppo ufficiale di aborigeni di Taiwan.